# Tarrasfoot Tile Works
Die Tarrasfoot Tile Works sind eine ehemalige Ziegelei nahe der schottischen Stadt Langholm in der Council Area Dumfries and Galloway. 1988 wurde die Anlage in die schottischen Denkmallisten in der höchsten Denkmalkategorie A aufgenommen.

## Geschichte
Der Duke of Buccleuch initiierte die Einrichtung im früheren 19. Jahrhundert. Spätestens 1857 war die Ziegelei in Betrieb. Zunächst produzierte sie im Wesentlichen für den Bedarf auf den Ländereien der Dukes of Buccleuch und deren Pächter. Zu den Hauptprodukten zählten D-förmige Drainageröhren. 1969 schloss die Ziegelei.
Die heute erhaltenen Gebäude stammen mit einer Ausnahme, einem Produktionsgebäude, wahrscheinlich nicht mehr aus den Gründungsjahren. Anhand von Karten der Ordnance Survey kann nachvollzogen werden, dass sie im Laufe der Betriebsjahre zweimal neu aufgebaut wurden. 1998 wurden die erhaltenen Gebäude des aufgelassenen Werkes in das schottische Register gefährdeter denkmalgeschützter Bauwerke aufgenommen. Zuletzt 2014 wurde der Gesamtzustand als sehr schlecht bei gleichzeitig hohem Risiko eingestuft.

## Beschreibung
Die ehemalige Ziegelei liegt isoliert am Südufer des Tarras Water, kurz vor dessen Einmündung in den Esk. Langholm befindet sich rund vier Kilometer nordwestlich. Die bis heute erhaltenen Gebäude stammen wahrscheinlich im Wesentlichen aus dem frühen 20. Jahrhundert. Es handelt sich um einen Ofen vom Newcastle-Typ mit Eingängen an den gegenüberliegenden Stirnseiten. Ein gedrungener Ziegelkamin mit Stahlverstärkung sitzt auf. Die größere der beiden zweistöckigen Trockenhallen weist einen L-förmigen Grundriss auf, während die kleinere von länglichem Grundriss ist. Im gut belüfteten Inneren sind hohe Trockenregale aus Holz montiert.